# Orísoain
Orísoain – gmina w Hiszpanii, w Nawarze, o powierzchni 7,2 km². W 2011 roku gmina liczyła 89 mieszkańców.